# Fort Dorothea

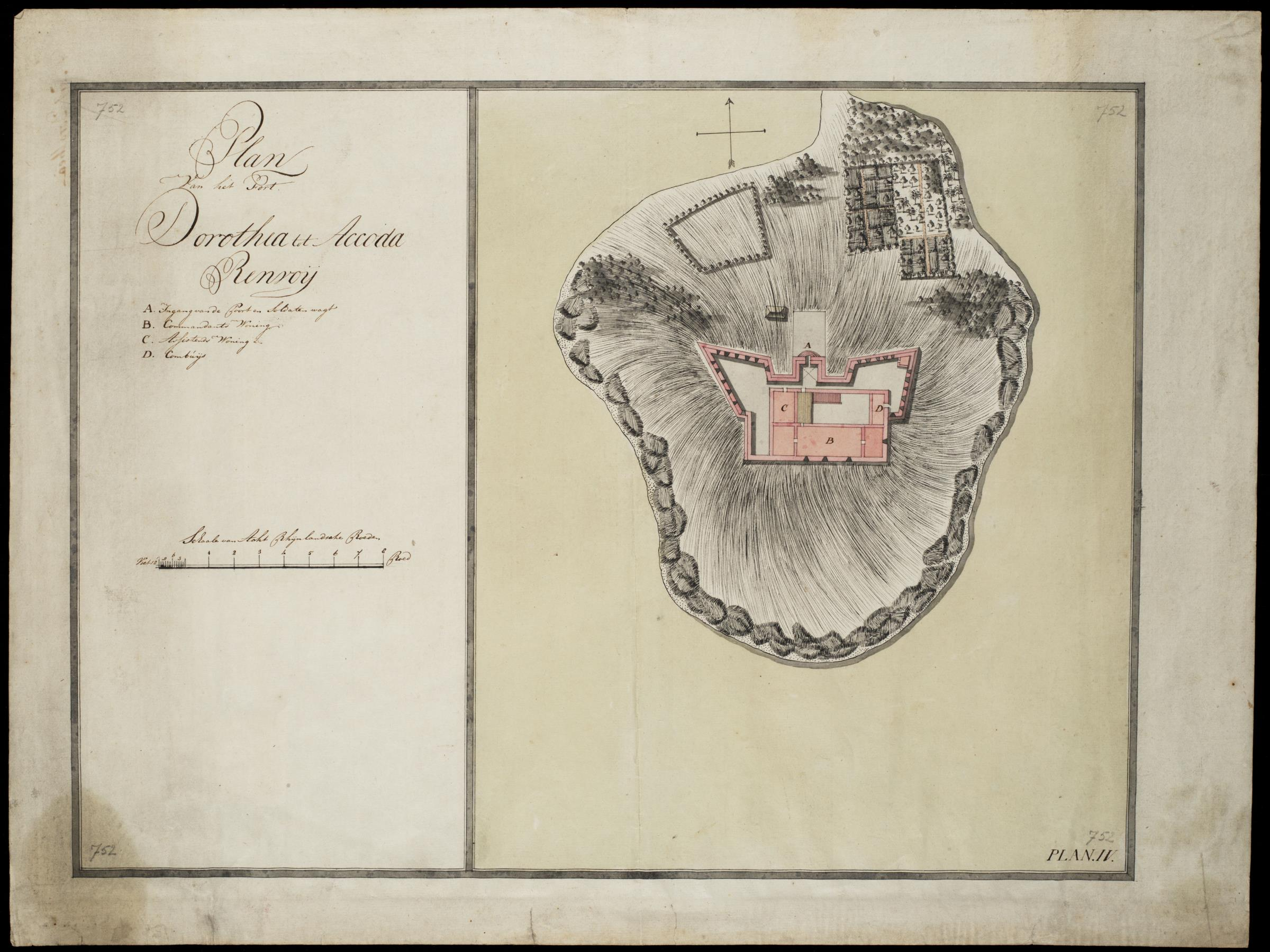
Plattegrond van Fort Dorothea te Accoda

Dorothea was een Brandenburgs en Nederlands fort gelegen aan de Goudkust in Ghana, gebouwd voor de handel en het ronselen van Slaven uit het binnenland.
Het fort werd gebouwd door de Brandenburgers in 1685. De Nederlanders deden tussen 1687 en 1890 verschillende pogingen het in handen te krijgen. En in het jaar 1690 lukte ze dat ook. De Hollanders gaven het in het 1698 terug.
De Brandenburgers verlieten het weer in 1709 waarop de Nederlanders het fort in datzelfde jaar ook weer bezetten. In 1712 werd het toch weer aan de Brandenburgers gegeven. Maar de Nederlanders kochten het fort terug in 1718. Ze wisten het fort te behouden tot 1872 toen het in Britse handen kwam.